# Abisai
Abisai är i Gamla Testamentet bror till Davids fältherre Joab och son till Davids halvsyster Seruja (Första Krönikeboken 2:16). Han beskrivs som en djärv och tapper krigare, som troget kämpade vid Davids sida, men som genom sin vilda stridslust också orsakade många problem för David. Under Davids flykt undan Saul deltog Abisai i det djärva besöket i dennes läger (Första Samuelsboken 26:6 ff.), dödade sedan Sauls fältherre Abner, för att hämnas dennes mord på brodern Asael (Andra Samuelsboken 3:27), deltog som anförare i Davids krig mot ammoniterna (Andra Samuelsboken 10:10) för att slå ner Absalons och Sebas uppror (kap. 18: 2 ff.; 20: 6 ff.), räddade Davids liv i kriget mot filistéerna (kap. 21:17) och räknades som en av dennes främsta krigshjältar (kap. 23: 18 f.).
David, som inte klarade av att hantera Abisais vildhet, uttalade ofta sitt starka ogillande av honom och hans bror (Andra Samuelsboken 3:39; 16:9 ff.; 19:22). Kronistens uppgift att Abisai skall ha besegrat 18 000 edoméer (Första Krönikeboken 18:12) torde bero på en förväxling med brodern Joab (jämför med Första Kungaboken 11:15).